# 오칸바라촌
오칸바라촌(大蒲原村)은 니가타현 나카칸바라군에 있던 촌이다. 1889년 4월 1일 성립하여, 1955년 3월 31일 무라마쓰정 등과 신설합병, 무라마쓰정의 신설과 함께 폐지되었다.

## 역사
- 1889년 4월 1일 - 정촌제 시행에 수반해 나카칸바라군 오칸바라촌이 성립하였다.
- 1955년 3월 31일 - 오칸바라촌 및 무라마쓰정, 가와치촌, 주젠촌 등 4개 정·촌 및 스가나촌의 일부가 합병하여 무라마쓰정이 신설되고 소멸하였다.

## 참고 문헌
- 『市町村名変遷辞典』東京堂出版、1990年。